# Coppa del Mondo Under-18 3x3 2024
La Coppa del Mondo Under-18 3x3 2024 si sono svolti a Debrecen, in Ungheria, si sono svolti dal 26 al 30 agosto 2024.

## Risultati
| Evento           | Oro         | Argento  | Bronzo  |
| Torneo maschile  | Stati Uniti | Spagna   | Francia |
| Torneo femminile | Stati Uniti | Giappone | Cina    |

## Medagliere
| Posiz. | Nazione     | Oro | Argento | Bronzo | Totale |
| ------ | ----------- | --- | ------- | ------ | ------ |
| 1      | Stati Uniti | 2   | 0       | 0      | 2      |
| 2      | Spagna      | 0   | 1       | 0      | 1      |
| 2      | Giappone    | 0   | 1       | 0      | 1      |
| 4      | Francia     | 0   | 0       | 1      | 1      |
| 4      | Cina        | 0   | 0       | 1      | 1      |
| Totale | Totale      | 2   | 2       | 2      | 6      |